# ベネティツェ (スヴィエトラー・ナト・サーザヴォウ)
ベネティツェ（チェコ語: Benetice）は、チェコのヴィソチナ州のスヴィエトラー・ナト・サーザヴォウ近郊にある小さな村。標高555m、面積3.81平方キロ。
村の名前は1375年にはBenecziczeだったが、1787年にBenetitzへ改められ、後に現在の地名になった。
今では影も形もないが、かつてはガラス工房が存在し、Na sušírnáchやSklárenský rybníkという池など、地名にその名残が見られる。先発工兵のキャンプもあり、ハンガリー、ポーランド、ドイツから若者が集ったが、現在はレクリエーション用になっている。
村の木々は1945年に植えられたシナノキである。近くのリプニツェ・ナト・サーザヴォウ村にある城がこの村からも見える。
人口の推移
| 1869年 136人 | 1880年 120人 | 1890年 95人 | 1900年 89人 | 1910年 125人 | 1921年 110人 | 1930年 112人 |
| 1950年 87人  | 1961年 57人  | 1970年 48人 | 1980年 57人 | 1991年 39人  | 2001年 32人  | 2007年 37人  |

## ギャラリー

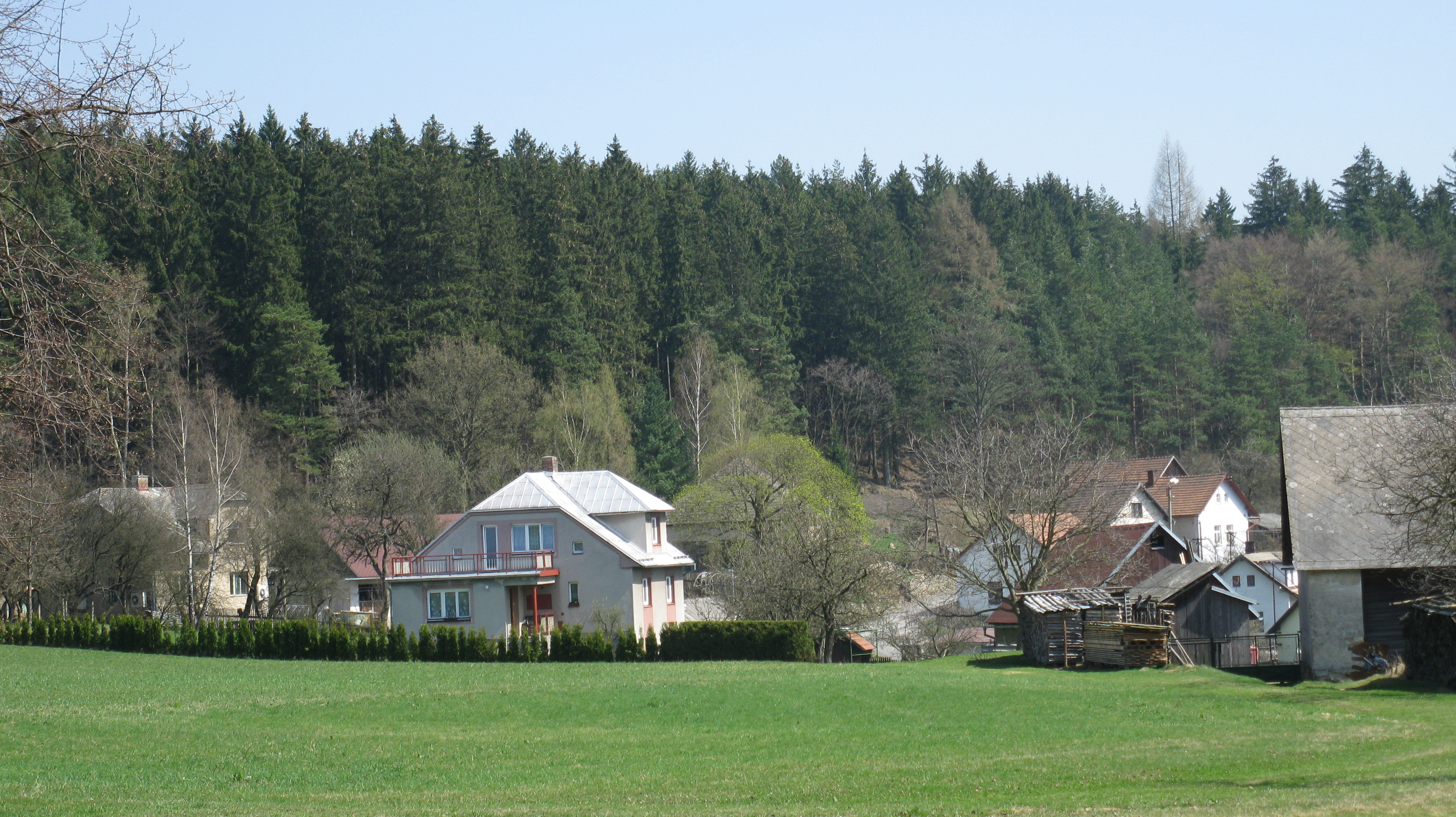
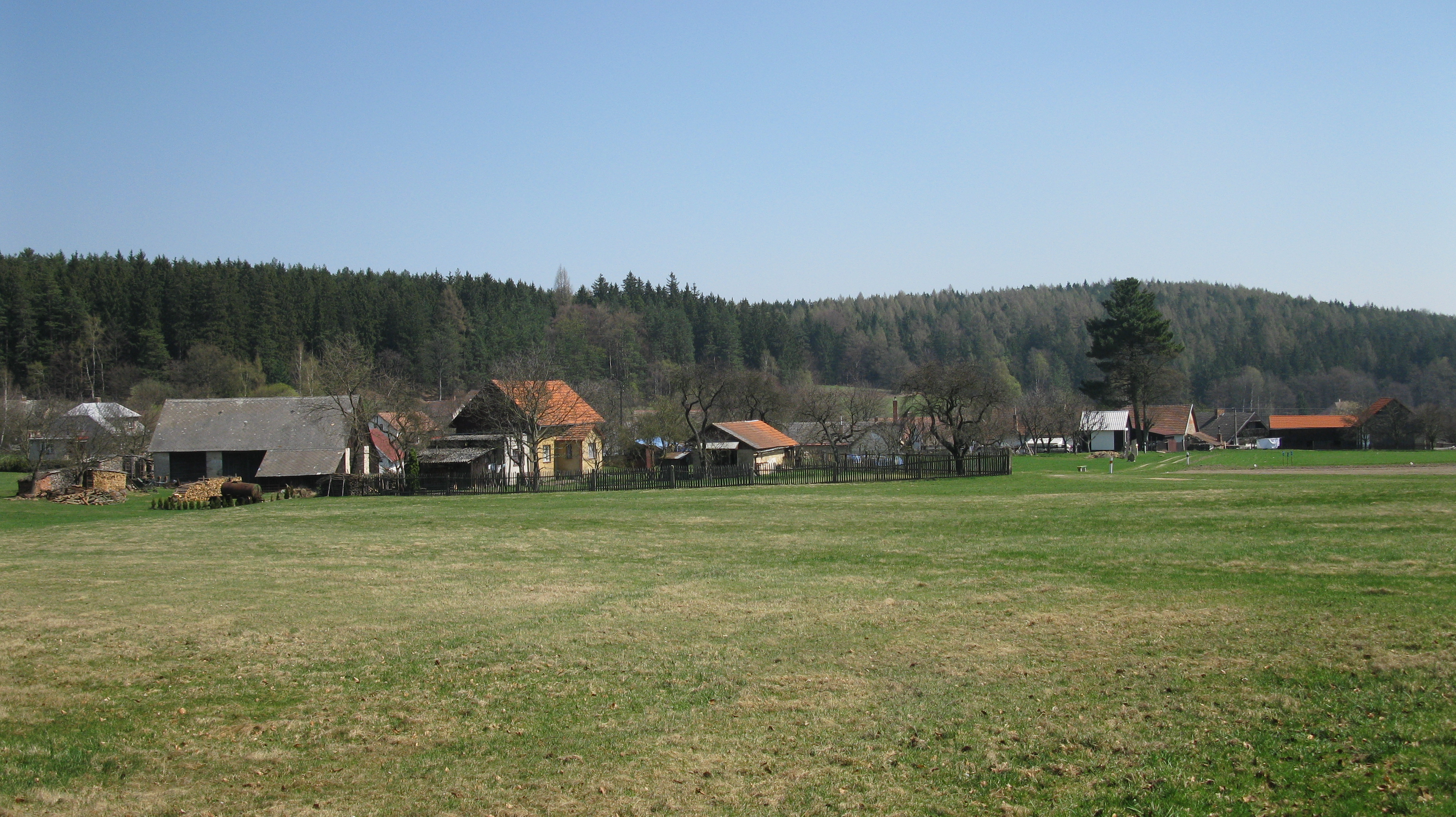
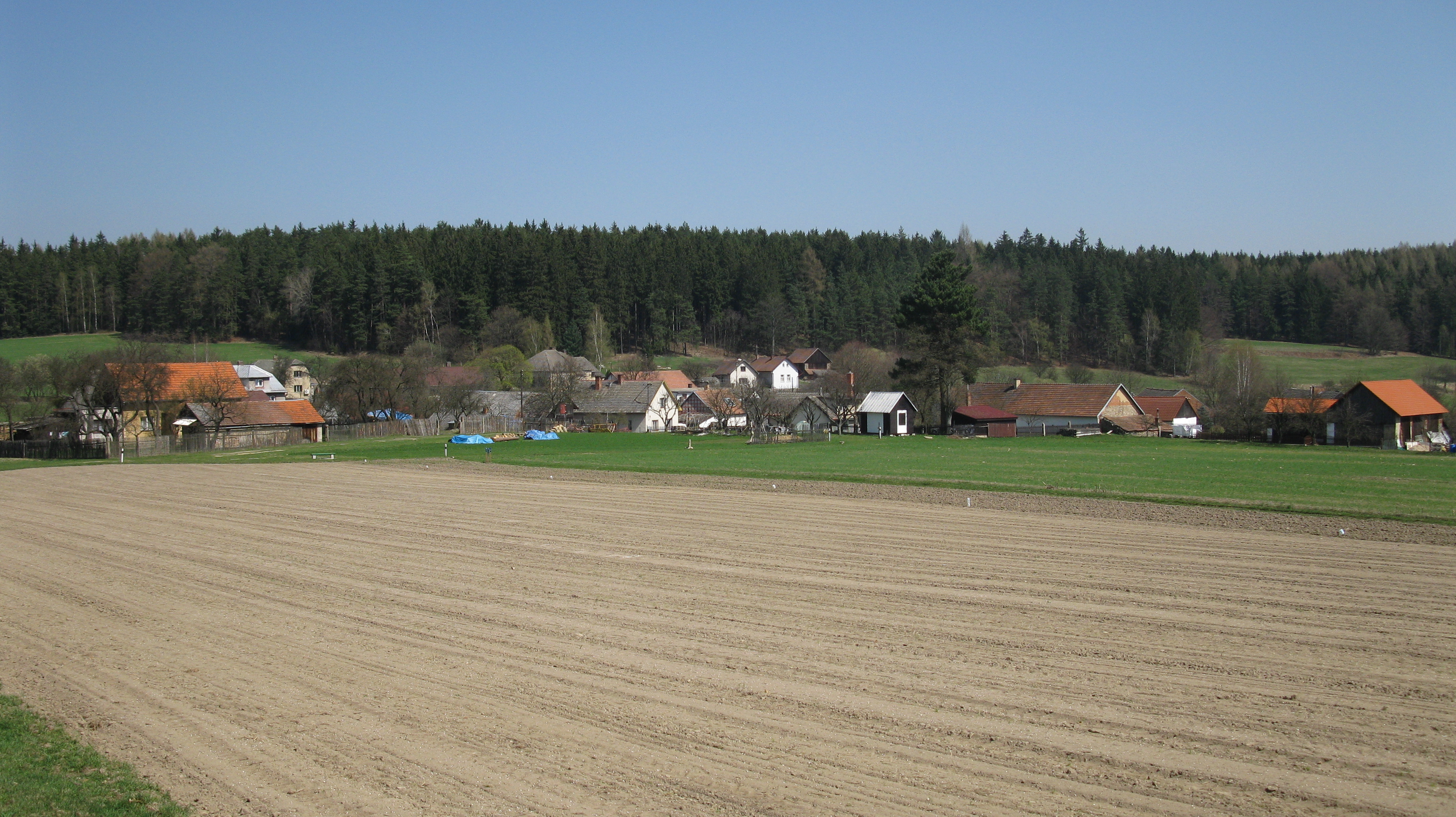
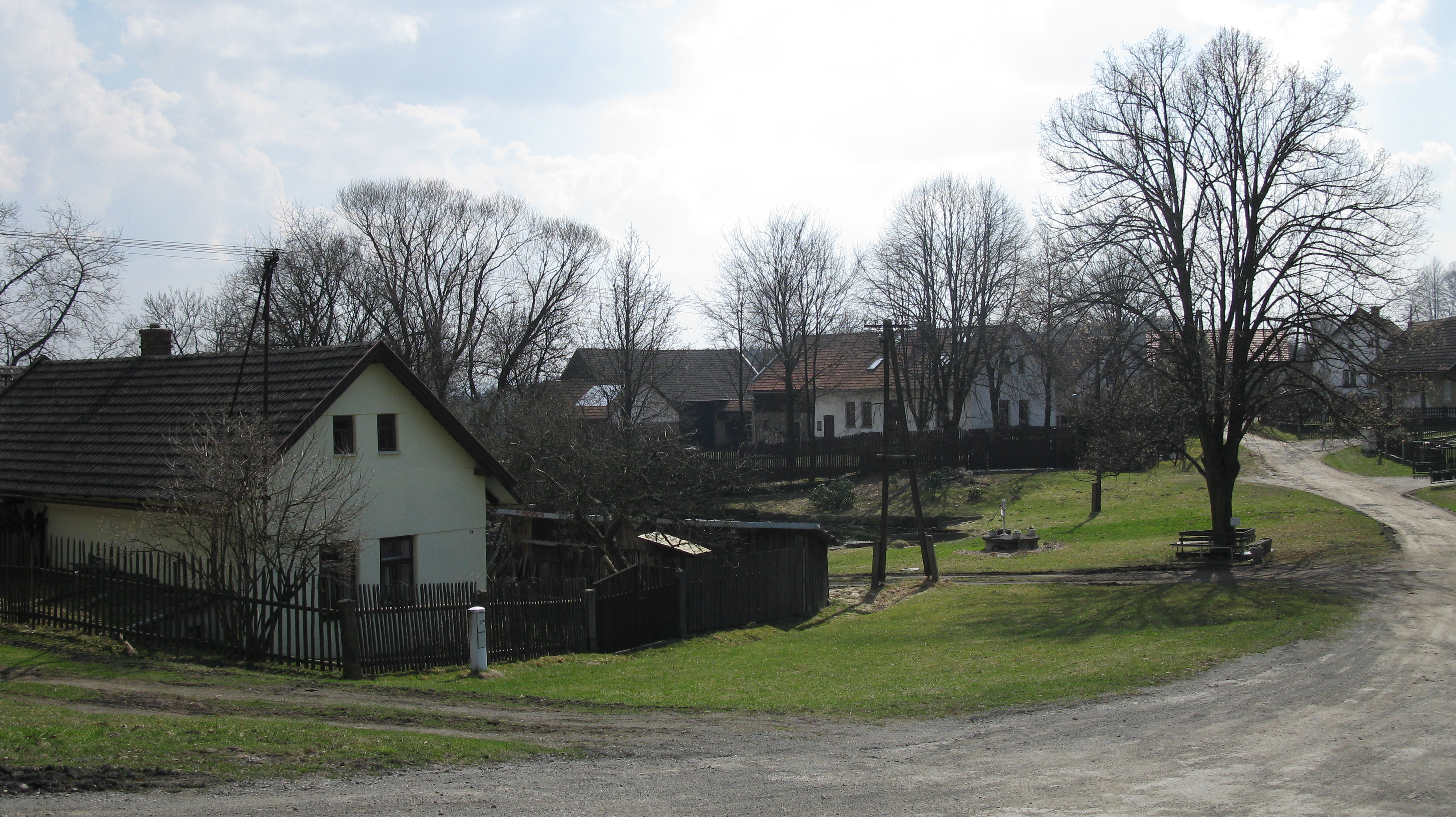
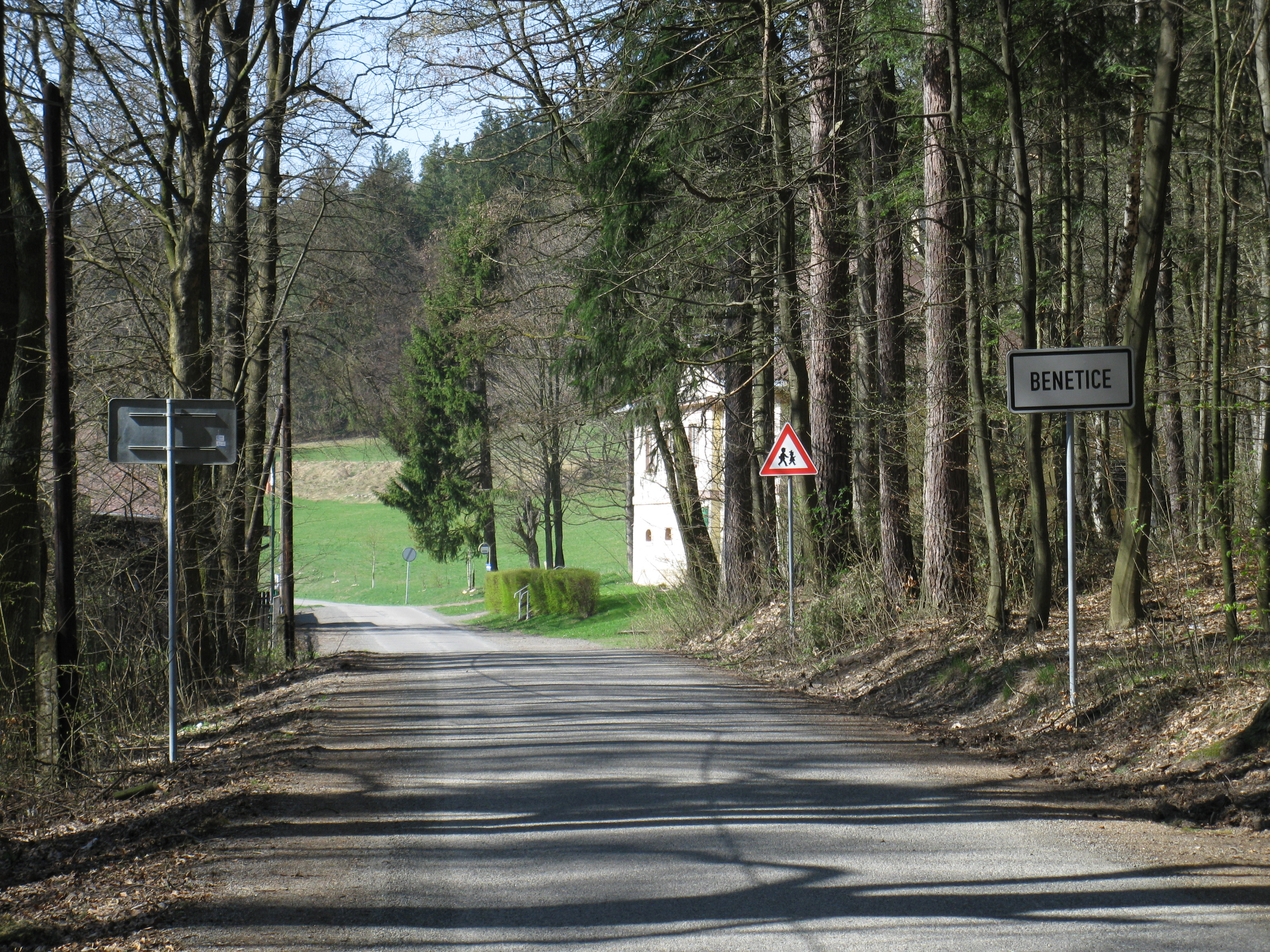
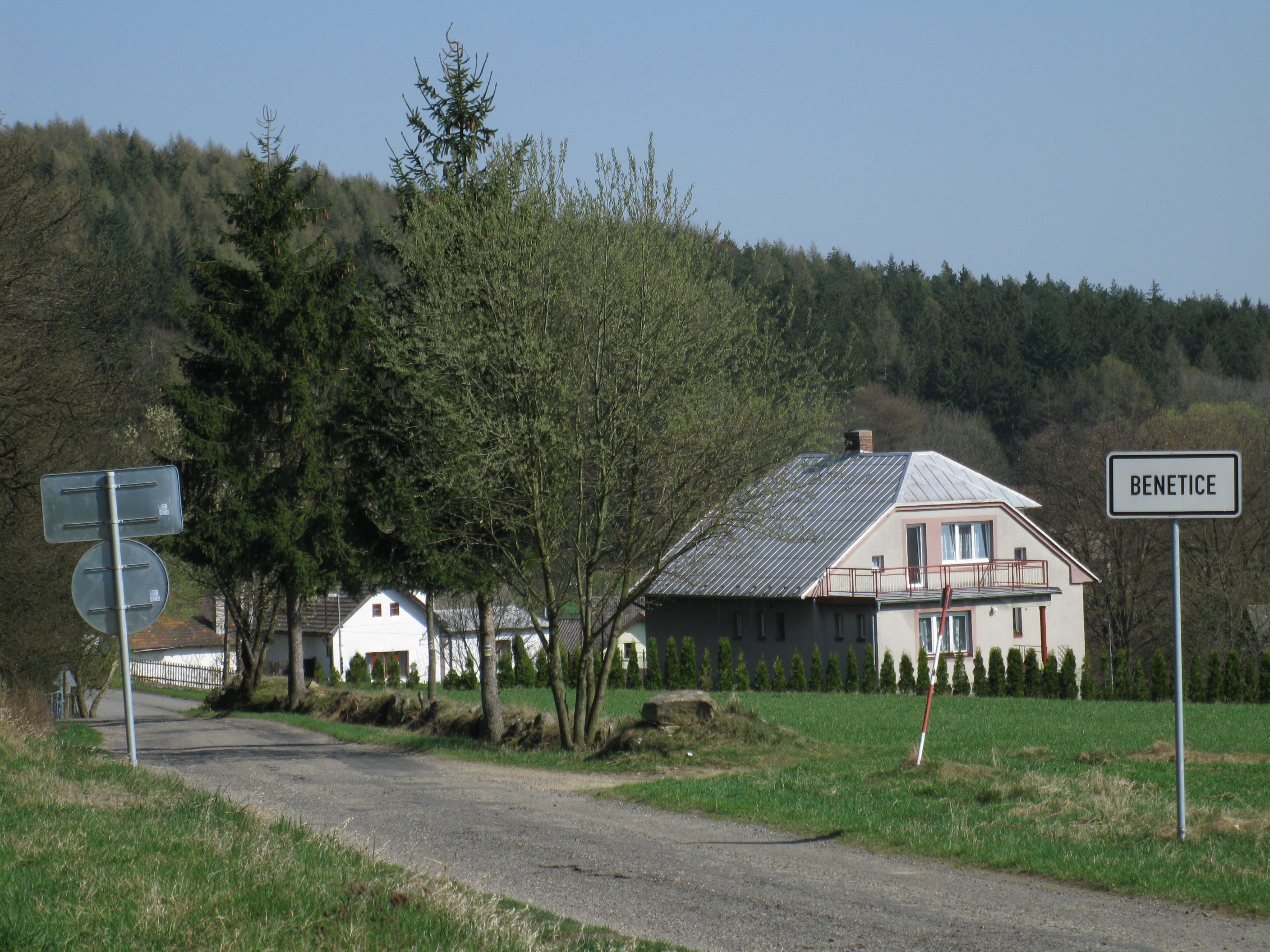
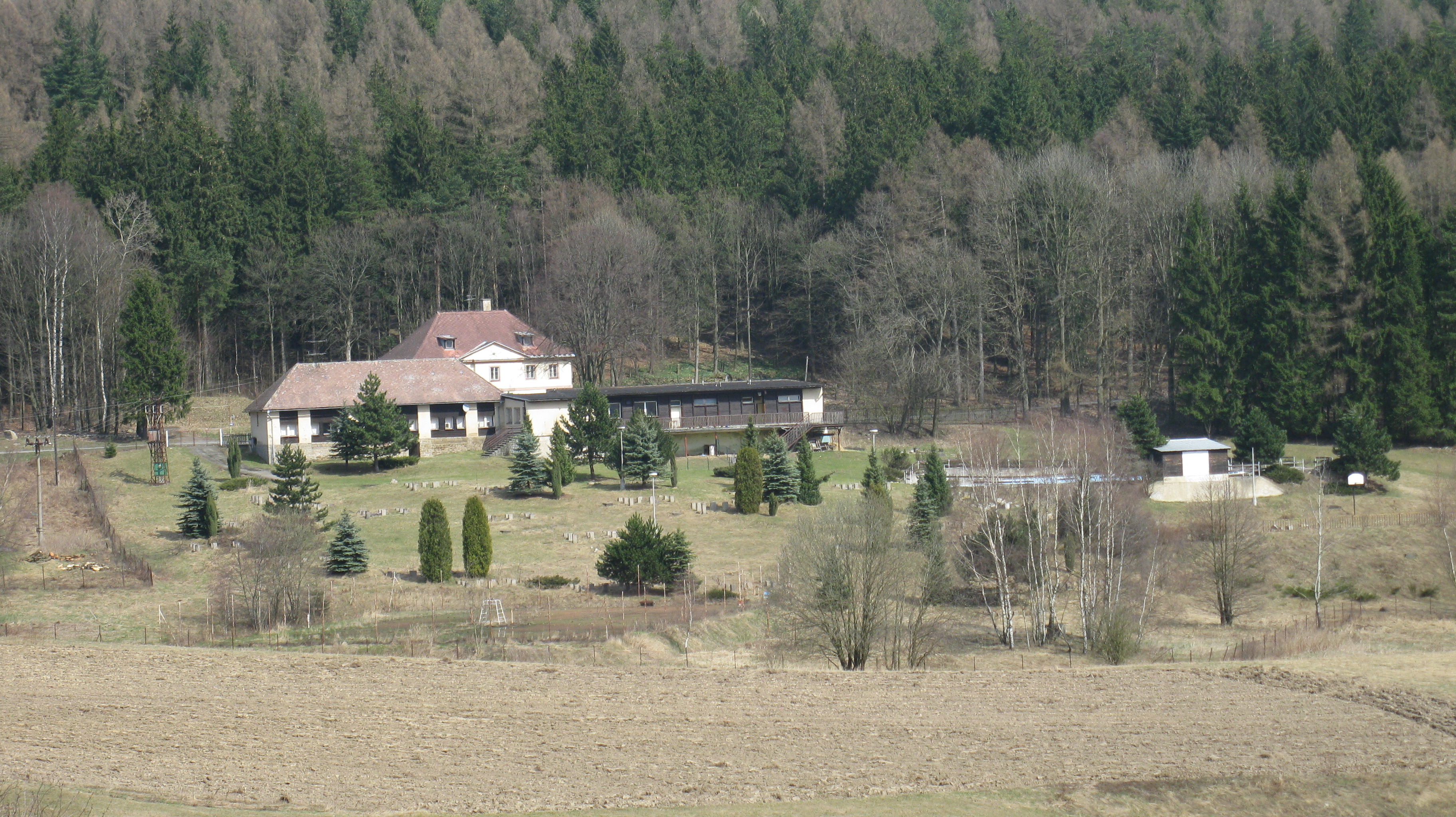
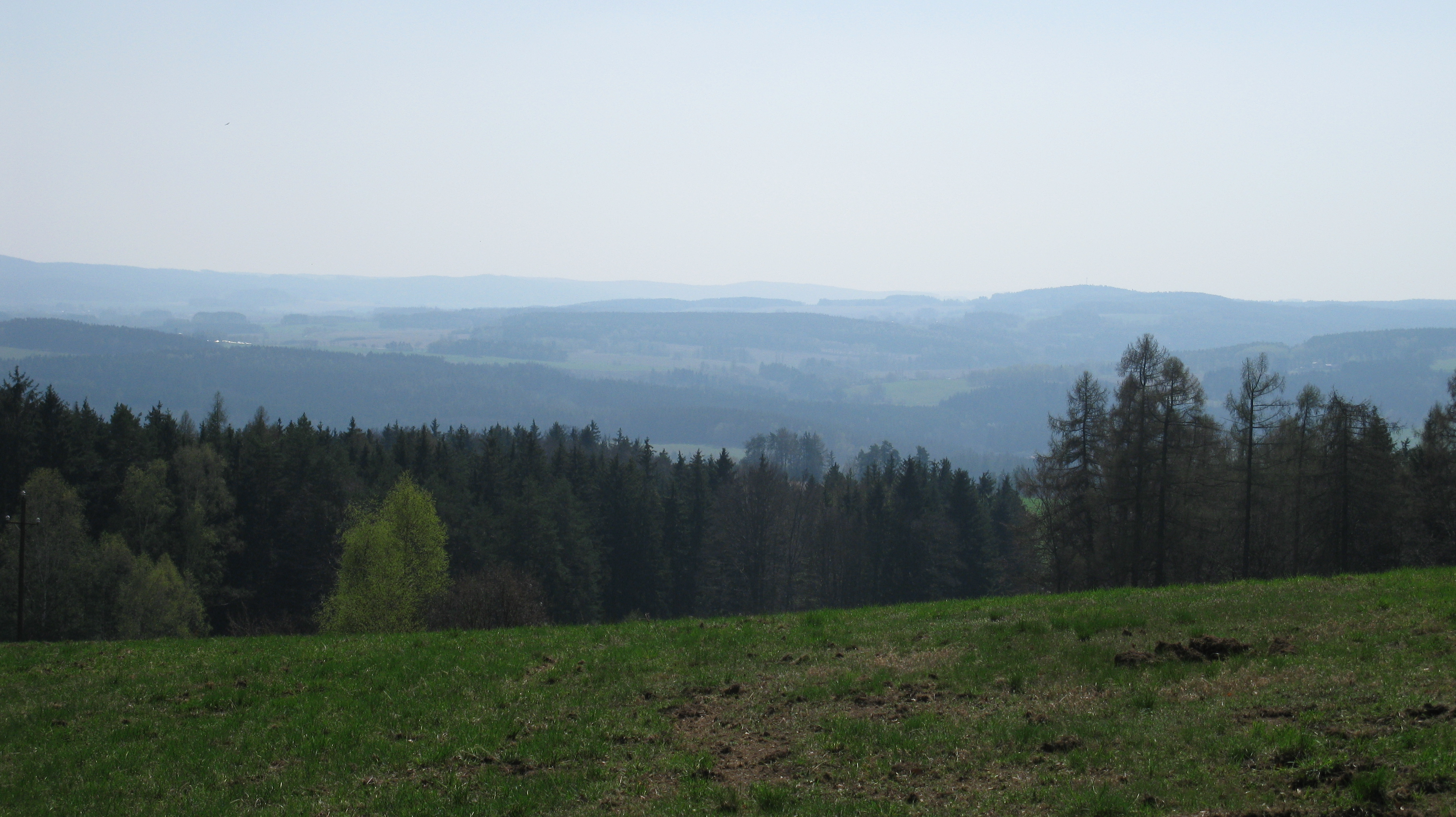